# 놈들의 수다
《놈들의 수다》는 2006년 8월 12일에 MBC에서 방영한 베스트극장이다. 2006년 베스트극장 극본공모 당선작이다.

## 등장 인물

### 주요 인물
- 강성필 : 동민 역 - 웰빙형 백수
- 김정욱 : 강재 역 - 또래 남자들의 전형
- 김승민 : 현우 역
- 주상욱 : 정수 역

### 그 외 인물
- 김지현
- 정가은
- 최성진
- 최범호
- 장영우
- 허명행
- 지상렬
- 안세미
- 전해룡
- 서정주
- 현성윤
- 박상연
- 김진홍
- 백동현
- 홍남희
- 이지오
- 김지나